# Eem-mellemistiden
Eem-mellemistiden, Eem-varmeperioden (Sangamon-mellemistiden i Nordamerika, Ipswich-mellemistiden i Storbritannien, Riss-Würm-mellemistiden i Alperne) indledte den senpleistocæne subepoke for ca. 131.000 år siden og bestod af en varmeperiode på ca. 3.000-4.000 år – efterfulgt af en hurtig afkøling og derefter en gradvis afkøling, som gik over i næste istid – Weichsel-istiden.
I den varmeste periode på 3.000-4.000 år groede der hassel og egetræer helt op til Oulu i Finland. Havoverfladen var højere end nu, hvilket indikerer større afisning af Jorden. Indlandsisen på Grønland var ikke helt bortsmeltet, men fyldte sandsynligvis kun halvdelen af, hvad den gør i dag.

Skandinavien var en ø, og det nuværende Sjælland var dækket af vand pga. den højere vandstand.

## Vegetation
I hele Eem var klimaet varmere og fugtigere end i dag. Den klimatiske udvikling indenfor Eem afspejler sig i 7 pollenzoner, som er kendt fra Nordtyskland, men også afspejlet i Danmark.
- I starten af Eem indvandrede birk (1. zone) og siden også fyr (2. zone). Det var pionerplanter, der koloniserede landet fra refugier i Sydeuropa. Meget tyder på, at klimaet mildnedes hurtigere, end planterne kunne nå at kolonisere landet. Herefter en 3. zone karakteriseret af eg. I alle 3 perioder var der tale om lysåben skov.
- Midt i Eem mellem istiden var skoven tæt og mørk, og dominerede det meste af landet. Eg, hassel og siden gran og avnbøg var dominerende
- Sidst i Eem blev klimaet igen koldere. Gran blev dominerende og siden fyr, og skoven var igen lysåben.

Dyrelivet tyder på, at i visse områder forblev skoven lysåben igennem hele perioden.

## Dyreliv
I modsætning til den senere varmeperiode Atlantisk tid var skoven generelt mere åben, hvilket favoriserede et andet dyreliv. Samtidig var mere af den pleistocæne megafauna fortsat til stede i Europa, hvorfor der både optræder elefanter og næsehorn, der var uddøde i atlantisk tid. Steppebison og dådyr hørte til i den åbne skov, mens kronhjort foretrak den tætte skov.

### Fundnefossileri Danmark
- Bison priscus, Steppebison
- Dama dama, Dådyr
- Dicerorhinus kirchbergensis, Skovnæsehorn
- Elephas namadicus, Skovelefant, Skjold ved Horsens
- Megaloceros giganteus, Kæmpehjort
- Cervus elaphus, Kronhjort